# Pygochelidon melanoleuca
La golondrina acollarada (Pygochelidon melanoleuca), también denominada golondrina collareja y golondrina de collar negro, es una especie de ave paseriforme de la familia Hirundinidae que vive en Sudamérica.

## Distribución y hábitat
Se encuentra alrededor de los ríos de Argentina, Bolivia, Brasil, Colombia, la Guayana francesa, Guyana, Paraguay, Surinam y Venezuela.